# Camptochaete pulvinata
Camptochaete pulvinata är en bladmossart som beskrevs av Georg Friedrich von Jaeger 1877. Camptochaete pulvinata ingår i släktet Camptochaete och familjen Lembophyllaceae. Inga underarter finns listade i Catalogue of Life.